# Trough
Trough var en civil parish 1866–1934 när det uppgick i Solport, i grevskapet Cumbria i England. Civil parish var belägen 20 km från Carlisle och hade 74 invånare år 1931.